# زاهرباقيس (حريضة)

تعديل مصدري - تعديل

زاهرباقيس هي إحدى قرى عزلة حريضة بمديرية حريضة التابعة لمحافظة حضرموت، بلغ تعداد سكانها 802 نسمة حسب تعداد اليمن لعام 2004.